# Carouge velouté
Genre
Espèce
Statut de conservation UICN

 LC  : Préoccupation mineure
Le Carouge velouté (Lampropsar tanagrinus), aussi appelé Quiscale velouté, est une espèce de passereaux de la famille des Icteridae. C'est la seule espèce du genre Lampropsar.
Il se nourrit d'insectes, de graines et de lézards.

## Répartition

Carte de répartition de l'espèce.

On le trouve  en Bolivie, Brésil, Colombie, Équateur, Guyana, Pérou et Venezuela.

## Habitat
Il habite les zones de marais humides tropicales et subtropicales et les forêts primaires fortement dégradées.

## Sous-espèces
D'après la classification de référence (version 5.2, 2015) du Congrès ornithologique international, cette espèce est constituée des cinq sous-espèces suivantes (ordre phylogénique) :
- Lampropsar tanagrinus guianensis Cabanis 1848
- Lampropsar tanagrinus tanagrinus (Spix) 1824
- Lampropsar tanagrinus macropterus Gyldenstolpe 1945
- Lampropsar tanagrinus violaceus Hellmayr 1906
- Lampropsar tanagrinus boliviensis Gyldenstolpe 1941